# Чепца (річка)
Чепца́ (рос. Чепца, удм. Чупчи) — річка в Росії, ліва притока Вятки. Протікає територією Пермського краю (Очорський район, Великососновський район), Удмуртії (Дебьоський район, Кезький район, Ігринський район, Балезінський район, Глазовський район, місто Глазов, Ярський район) та Кіровської області (Фальонський район, Зуєвський район, Слободський район, Кірово-Чепецький район, місто Кірово-Чепецьк).

## Географія
Річка починається на Верхньокамській височині біля колишнього присілку Ігнатьєво Кіпрінського сільського поселення Очерського району Пермського краю. Тече спочатку на південний захід, потім плавно повертає на північний захід і в такому напрямку впадає до Вятки ліворуч.
Чепца — рівнинна річка, протікає широкою долиною з пологими схилами. Річка має велику звивистість на всьому протязі, багато перекатів. Живлення переважно снігове. Пересічні витрати води за 85 км від гирла — 130 м³/с. Замерзає в листопаді, скресає у квітні, або на початку травня.
Річка багата на рибу: лящ, плітка, лин, чехоня, щука, сом, окунь, судак тощо.
Використовується для сплаву лісу. Судноплавна протягом 148 км від гирла до селища Косіно. На річці знаходяться міста Глазов (Удмуртія) у середній течії та Кірово-Чепецьк (Кіровська область) у гирлі.

## Притоки (від витоку до гирла)
- праві — Нюрта (Шихан), Кен, Буртис, Легзюшка, Шундошур, Пихта, Медло, Варнінка, Чепик, Лип, Полом, Пизеп (Верхній Пизеп), Люк, Унтемка, Пизеп (Нижній Пизеп), Утемка, Пишкець, Кушман, Тум, Пудем, Сізьма, Костромка, Єловка, Ясновка, Алешиха, Яровка, Нова, Безіменний, Дубовиця, Мілковиця, Роговка, Світлиця, Карінка, Бузарка

- ліві — Чепруніха, Грязнуха, Кізелка, Лем, Медла, Силизь, Іл, Аїлка, Іримка, Чепикерка, Люк, Покчилюк, Лоза, Тугалудка, Чубойка, Пулибка, Унтемка, Кеп, Діньшурка, Юнда, Варсемка, Кестимка, Коровайка, Омутниця, Ум, Сепич, Сига, Убить, Кузьма, Жаба, Лезя, Бармашурка, Лекма, Сада, Святиця, Полинка, Боровка, Коса, Кордяга, Мала Кордяга, Косінка, Сізьма, Мурлевка, Черемуховка, Філіпповка, Мосіна, Чорнушка, Дубовиця

## Населені пункти
- Пермський край
  - Великососновський район — Дробіни
- Удмуртія
  - Дебьоський район — Велика Чепца, Нижня Пихта, Аріково, Усть-Медла, Жилі дома кирпичного завода, Дебьоси, Мала Чепца, Варні, Тольйон
  - Кезький район — Озон, Чепца
  - Балезінський район — Каменне Задільє, Сед'яр, Буріно, Балезіно, Кожило, Балезіно
  - Глазовський район — Омутниця, Дом отдиха Чепца, Нижня Богатирка, Нижня Слудка, Горд'яр
  - Глазовський міський округ — Глазов
  - Ярський район — Дізьміно, Яр, Ярський Льнозавод, Усть-Лекма, Єлово
- Кіровська область
  - Фальонський район — Бобилі
  - Зуєвський район — Косіно, Чепецький, Кордяга, Поджорново, Целоуси, Ряхи, Волче
  - Слободський район — Хлюпінці
  - Кірово-Чепецький район — Кривобор, Єдіненіє, Ільїнське
  - Кірово-Чепецький міський округ — Кірово-Чепецьк

## Галерея

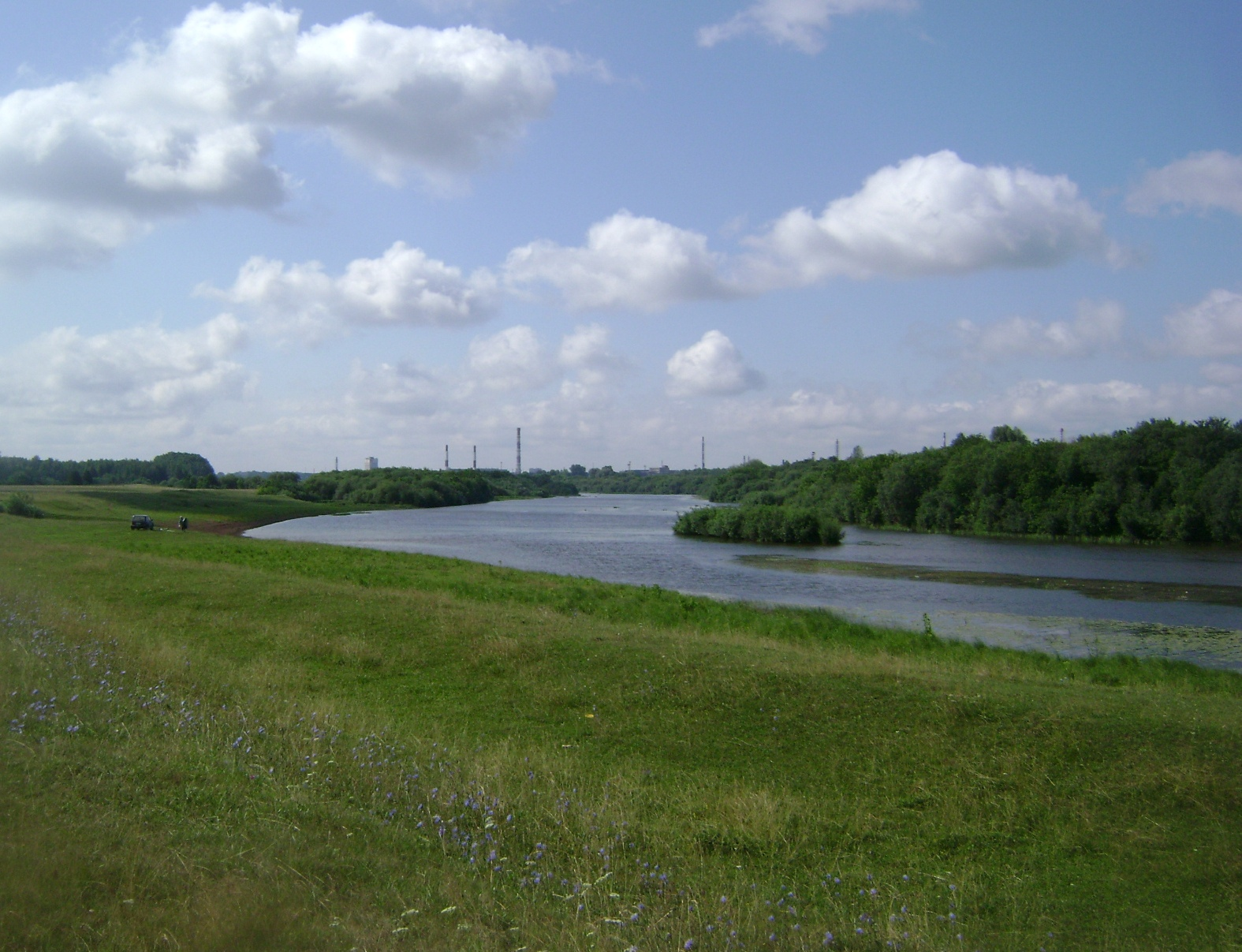
Біля присілку Верхня Богатирка
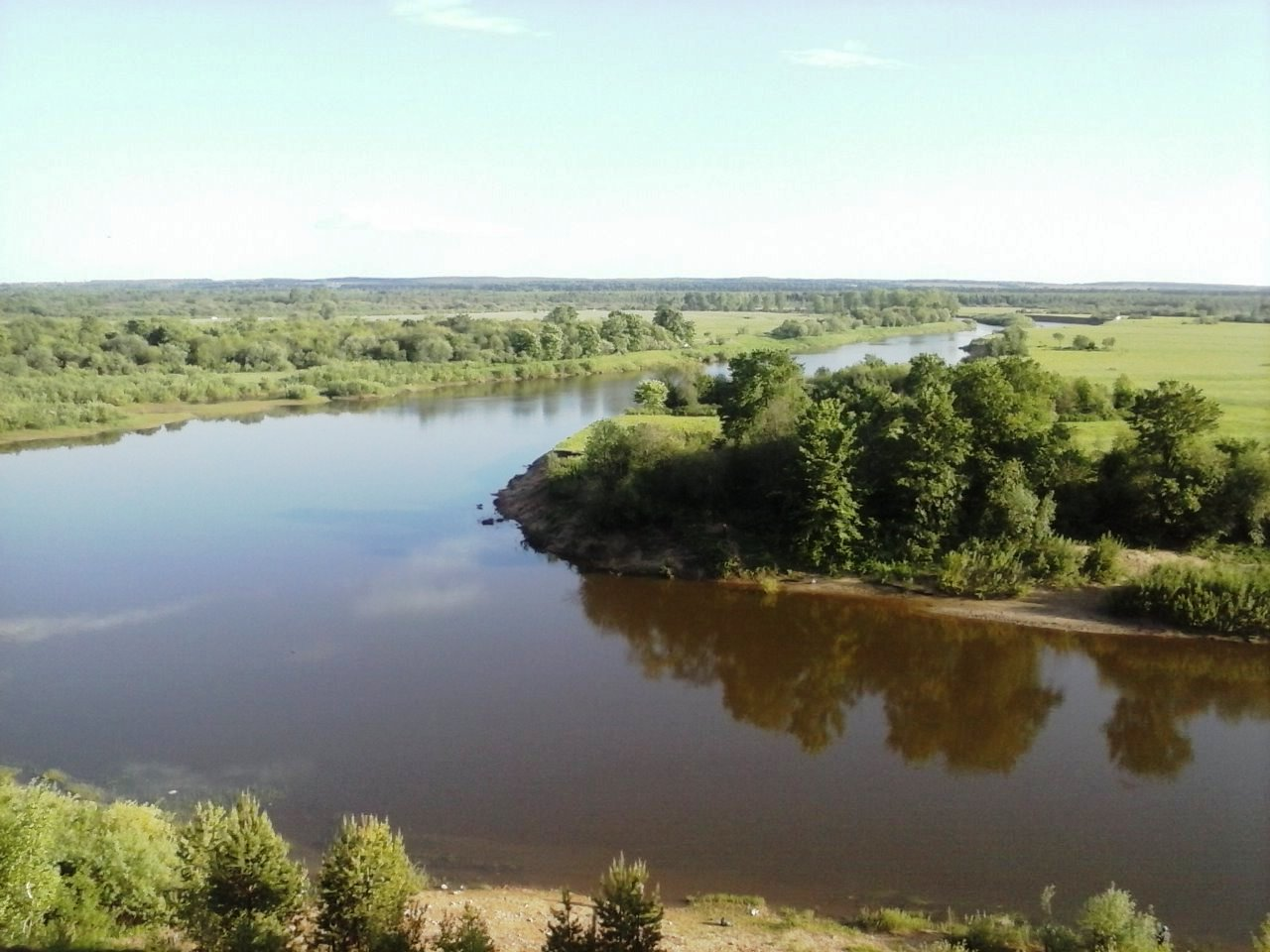
Біля селища Дом отдиха Чепца
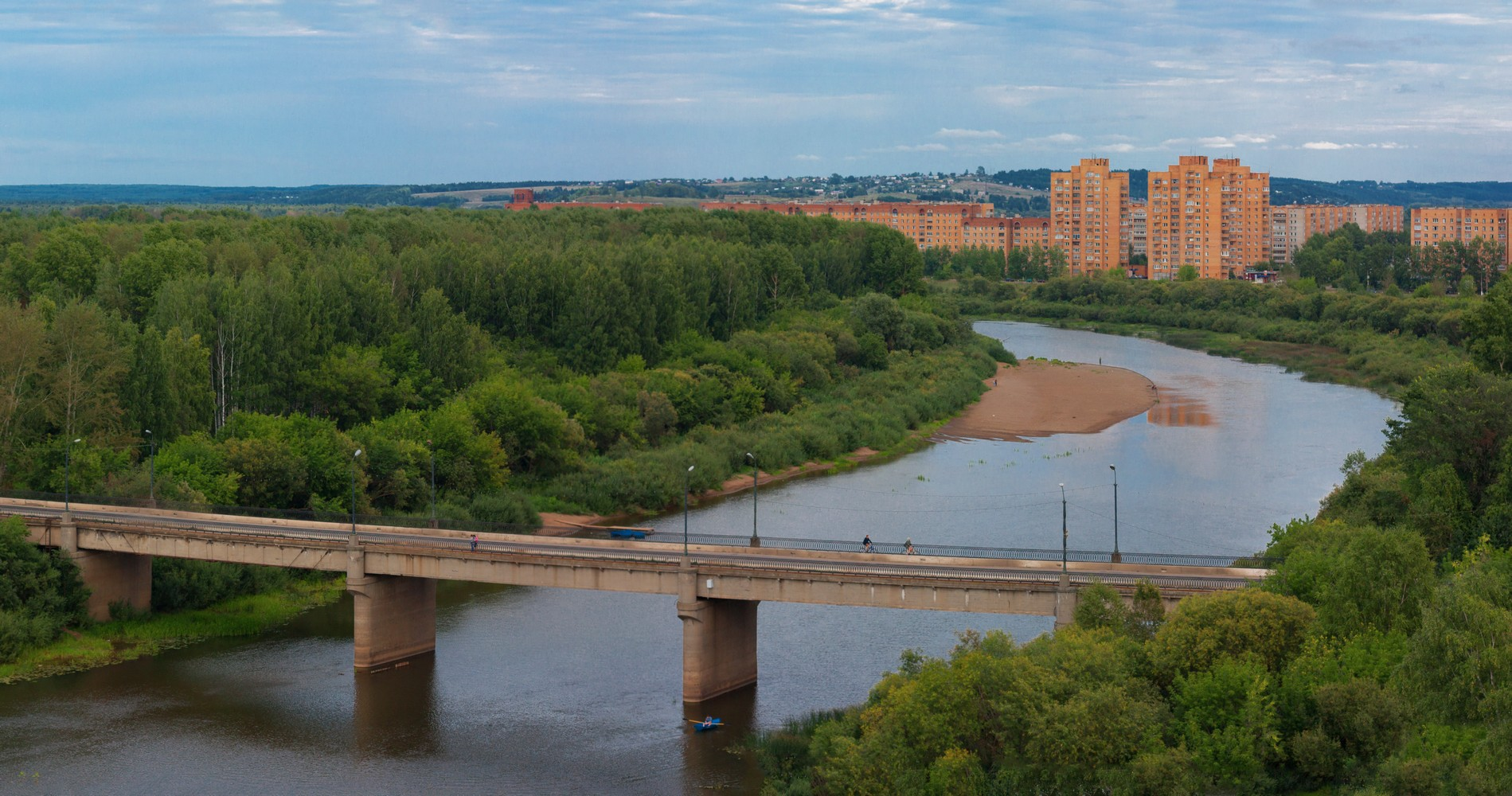
Міст через річку біля міста Глазов
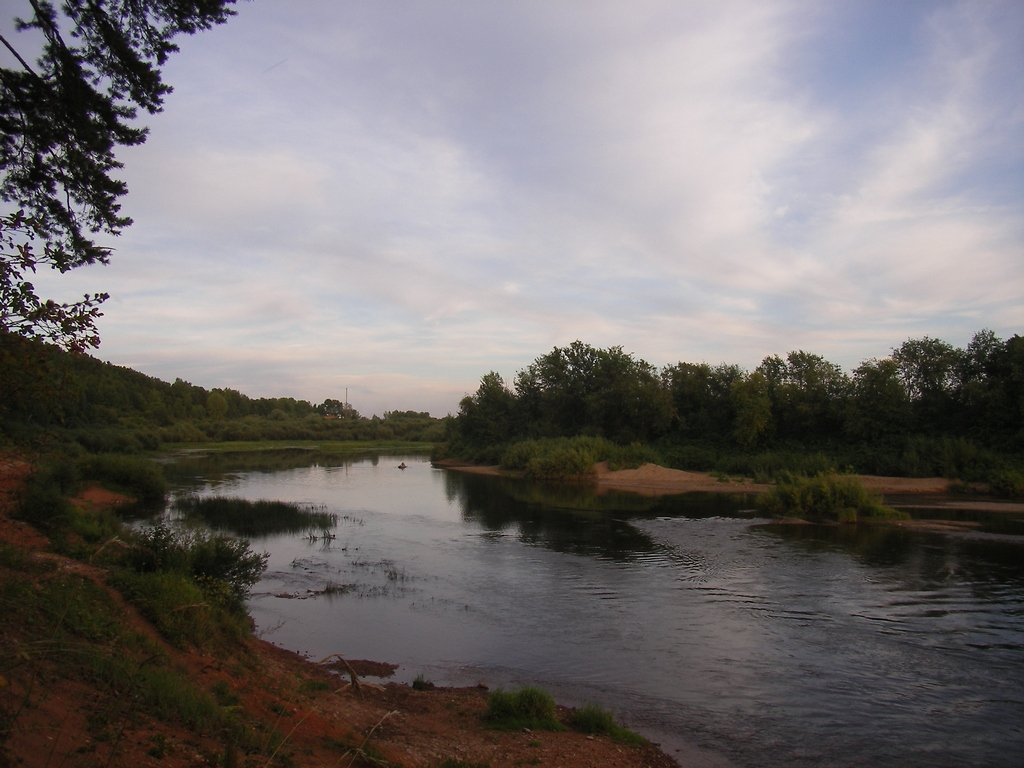
Біля міста Глазов
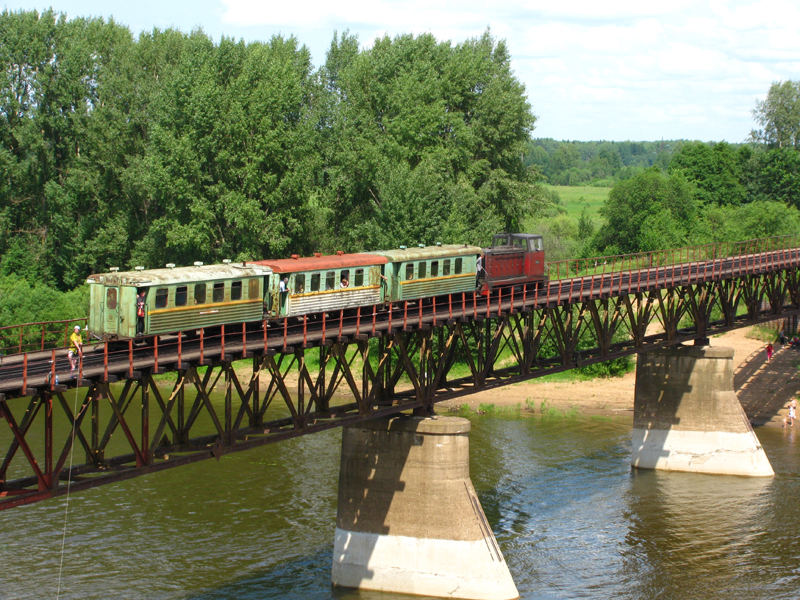
Міст через річку біля міста Кірово-Чепецьк